# Fernsehen in der Republik Vietnam
Fernsehen in der Republik Vietnam wurde erstmals 1966 ausgestrahlt und entwickelte sich binnen weniger Jahre zu einem populären Massenmedium.

## Aufbau
Als aufgrund des ab 1964 eskalierenden Vietnamkrieges die Zahl der US-Truppen im Südvietnam stetig anstieg, begannen 1965 innerhalb der Streitkräfte der Vereinigten Staaten Planungen, einen Fernsehdienst für die US-Truppen einzurichten. Gleichzeitig sollte auch eine Fernsehstation in vietnamesischer Sprache entstehen, die ihren Beitrag zum Nation Building leisten sollte und die Bevölkerung dem Einfluss der FNL entziehen sollte.
Bereits am 22. Januar 1966 konnte American Forces Network die ersten Versuchsendungen durchführen, am 7. Februar 1966 begann der reguläre Betrieb. Die USA stellten anfangs 500, später weitere 2000 Fernsehgeräte zur Verfügung, auf denen im Raum Saigon das erste Fernsehprogramm in Vietnam empfangen werden konnte. Ein staatlicher Fernsehsender, Truyền hình Việt Nam („Fernsehen Vietnam“, THVN), wurde gegründet. Da eine terrestrische Sendeinfrastruktur zu diesem Zeitpunkt noch nicht vorhanden war, wurden die Fernsehsignale daher von drei entsprechend ausgestatteten C-121 Super Constellation, die über dem Sendegebiet kreisten, ausgestrahlt. Der englischsprachige Sender AFVN-TV auf Kanal 11 sendete täglich drei Stunden amerikanisches Programm für die US-Truppen, der vietnamesischsprachige TNVN-TV auf Kanal 9 täglich eine Stunde.
Im Oktober 1966 nahm in Saigon eine terrestrische Sendeanlage ihren Betrieb auf, die Flugzeuge strahlten daraufhin ihr Programm über Cần Thơ aus.

## Massenmedium
Bis etwa 1970 entstanden weitere Sendeanlagen in Huế, Đà Nẵng, Nha Trang, Quy Nhơn und Cần Thơ; zu diesem Zeitpunkt lebten 80 % der Bevölkerung im Sendegebiet. Die Dauer des Fernsehprogramms wurde auf sechs Stunden täglich ausgedehnt. 350.000 Fernsehgeräte waren 1970 in Betrieb, bei etwa 17 Mio. Einwohnern. Zeitweise gefährdete deren Energieverbrauch die Elektrizitätsversorgung in den großen Städten. Personen, die die 175 US-$ für ein Fernsehgerät nicht aufbringen konnten, montierten mitunter Attrappen von Fernsehantennen an ihre Wohnung. Bis 1975 stieg die Zahl der Fernsehgeräte auf zwei Millionen an, bei einer durchschnittlichen Haushaltsgröße von fünf Personen und gut 20 Mio. Einwohnern hatte damit die Hälfte der Bevölkerung ein privates Fernsehgerät zur Verfügung. In Nordvietnam, wo 1970 mit kubanischer Unterstützung ebenfalls das Fernsehen eingeführt wurde, gab es zu diesem Zeitpunkt erst 30.000 Geräte.
Von Seiten des Saigoner Regierung wurde das populäre neue Medium als äußert effektives Propagandainstrument gesehen, trotzdem (oder gerade deswegen) war das Programm qualitativ schlecht. Dem Sender stand 1970 ein Jahresbudget von umgerechnet nur 375.000 US-$ zur Verfügung; sechs Personen produzierten die Nachrichtensendungen. Selbst die billig produzierten Unterhaltungssendungen dienten primär der Verbreitung politischer Propaganda. Werbung wurde nicht ausgestrahlt, stattdessen wurden gelegentlich politische Parolen eingeblendet.
THVN-TV stand damit in ständiger Konkurrenz zu AFVN-TV mit seinen US-amerikanischen TV-Serien und Sportübertragungen. Einschaltquoten wurden zwar nie erhoben, verschiedene unabhängigen Beobachter attestierten jedoch dem amerikanischen Programm die wesentlich größerer Popularität. So wurde einmal berichtet, dass etwa 90 % der Zuschauer während der Ausstrahlung einer Rede von Präsident Nguyễn Văn Thiệu vor der Nationalversammlung auf den amerikanischen Kanal umgeschaltet hätten.

## Ende
Nach dem Abzug der US-Truppen wurde AFVN-TV Anfang 1973 eingestellt, die Sendeanlagen zum größten Teil an THVN übergeben. Nach der Eroberung Saigons durch die Streitkräfte Nordvietnams und der FNL übernahm der nordvietnamesische Staatssender Đài Truyền hình Việt Nam die Anlagen und strahlte von nun ein gesamtvietnamesisches Programm aus.